# 臺北市政府願景館
臺北市政府願景館（英語：Taipei Pavilion，簡稱：臺北願景館）是臺北市政府作為智慧城市展主辦單位之一，於展覽中展出的主題展館，由臺北市政府主辦，展示臺北市政府各項智慧城市建設成果。
臺北願景館展出內容即是，市政府為臺北制定優質的城市生活願景，持續以不同的城市更新計畫來往智慧化邁進。為了繼續讓臺北市邁向宜居城市，以「開放政府」、「公民參與」和「公私協力」作為發展智慧城市專案的核心願景。
2016年首次以臺北願景館展出持續至今，每年除展出智慧臺北（Smart Taipei）應用面向外，2020年4月更提出「政府出題，產業解題」 1+7智慧領域，提出以「智慧政府」為主體，推動「智慧建築」、「智慧交通」、「智慧教育」、「智慧健康」、「智慧安防」、「智慧環境」、與「智慧經濟」七大領域，同時設立1+7領域之智慧城市推動小組，以加速臺北市智慧城市的發展。

## 歷史
臺北市政府於2016年首次設置「臺北市政府願景館」，當年度以「智慧臺北‧公私協力」為主題，2017年臺北願景館臺北市政府願景館以未來科技城概念打造，由台北智慧城市專案辦公室媒合新創團隊，規劃結合當時最夯的「虛擬實境」技術來輔助教育課程，實現更真實的學習體驗。2018年臺北市以「智慧臺北‧國際接軌」為主題規劃「臺北願景館」，打造7大主題區加上自駕車戶外展示區。2019年臺北願景館推出了7大展區、涵蓋31個以上的創新科技應用。
2020年受嚴重特殊傳染性肺炎疫情影響，改為線上展覽型式呈現，同年8月份台北願景館Online上線，核心主題包含有「智慧台北」、「科技防疫」、「發現台北」，其中智慧台北以「1+7智慧領域」的應用插畫情境打造，八大場域解決方案，涵蓋智慧交通、智慧教育、智慧健康、智慧政府、智慧建築、智慧環境、智慧經濟及智慧安防，成為展覽核心議題與亮點之一。科技防疫展示台北防疫創新作為領先國際，並積極與國際進行經驗交流；發現台北則為補強缺乏實體展後的展會，衝擊城市交流與觀光功能，透過VR360、720環景技術，讓無法前來台北的國際人士，也能感受台北城市魅力。

## 歷年簡介
| 年度   | 日期             | 地點                          | 主題                                    | 簡介 |
| ------ | ---------------- | ----------------------------- | --------------------------------------- | --- |
| 2016年 | 3月22日至3月25日 | 南港展覽館                    | 智慧臺北‧公私協力                       | 2016年以「智慧臺北 公私協力」為主題，展區分為智慧政府、智慧社區、智慧產業、智慧生活、智慧節電及智慧城市專案辦公室等6大展區，呈現出臺北市各項智慧應用服務。 |
| 2017年 | 2月21日至2月24日 | 南港展覽館                    | 臺北好居‧未來城市                       | 2017年臺北市政府願景館規劃「智慧生態社區」、「智慧政府」、「智慧新創」、「智慧公宅」及「智慧安防」等5大展區，展示各項智慧城市建設成果，涵蓋市民生活的各個層面，讓國內外參觀者體驗及認識臺北市各項智慧建設成果。                                                                           |
| 2018年 | 3月27日至3月30日 | 南港展覽館                    | 智慧臺北‧國際接軌                       | 2018年臺北市政府願景館打造「智慧交通」、「智慧公宅」、「智慧醫療」、「智慧新創」、「智慧教育」、「智慧生態」、「智慧安防」7大主題區加上自駕車戶外展示區，將市民關心的議題，如：居住、食安、交通、醫療照護、安全以及產業發展，一次完整呈現給國內外參觀者，展現市府打造智慧宜居城市的決心。 |
| 2019年 | 3月26日至3月29日 | 南港展覽館                    | Smart Taipei One City 智慧共享‧宜居永續 | 2019年臺北市政府願景館規劃智慧公宅、智慧交通、智慧醫療、智慧教育、智慧創新、智慧安防及智慧政府7大展區、涵蓋31個以上的創新科技應用 |
| 2020年 | -                | 線上展 （页面存档备份，存于） | -                                       | 2020年因疫情影響，臺北市政府願景館線上展以溫馨、可愛、親切的插畫風，帶領民眾一探台北智慧城市的發展，今年以「智慧台北」、「科技防疫」、「發現台北」三大主題展出。 |

## 外部連結
- 台北智慧城市 （页面存档备份，存于）
- 2020臺北市政府願景館 （页面存档备份，存于）